# Jan Górzyński
Jan Mieczysław Górzyński (ur. 9 października 1909 w Elżbiecinie, zm. 21 grudnia 1982) – pedagog, zasłużony nauczyciel muzyki i dyrygent chórów, członek Armii Krajowej.

## Życiorys
Syn Piotra i Marianny z d. Joniak. Uczęszczał do SP w Lutocinie (1923) oraz do Państwowego Seminarium Nauczycielskiego w Płocku (1929). Ukończył Wyższą Szkołę Muzyczną w Krakowie (1956). W Krakowie otrzymał stopień oficerski w Szkole Podchorążych Rezerwy Piechoty.
W latach 1929–1930 pracował jako nauczyciel w SP w Rypinie, w Dobrzynie (1931–1936), w Sierpcu (1937–1939), w Rypinie pełnił funkcję kierownika SP (1945–1946), był kierownikiem SP w Sońsku (1947–1948), następnie został nauczycielem Liceum Pedagogicznego w Płocku (1949–1958), później – Liceum Pedagogicznego w Ostrołęce (1959–1971), Technikum Budowlanego w Ostrołęce (1972–1973). Od 1973 r. na emeryturze.
Górzyński był uczestnikiem kampanii wrześniowej 1939 r. W czasie II wojny światowej prowadził tajne nauczanie, brał udział w Ruchu Oporu w szeregach Armii Krajowej. Pod koniec wojny był oficerem w stopniu kapitana.
W Liceum Pedagogicznym w Płocku prowadził chór i zespół muzyczny, z którym koncertował na II Światowym Festiwalu w Berlinie. Najwięcej sukcesów artystycznych odniósł z Zespołem Pieśni i Tańca, który założył w Liceum Pedagogicznym w Ostrołęce. Dla potrzeb tego zespołu opracował na chór i orkiestrę wiele pieśni patriotycznych i ludowych, najwięcej kurpiowskich z Puszczy Zielonej. Zorganizował chór trzygłosowy, śpiewający a cappella oraz zespół muzyczny. U swego szczytu chór liczył 110 dziewcząt, zespół muzyczny – 32 osoby, a taneczny – 20 uczniów. Przy układaniu repertuaru współpracował z Zofią Rogalewicz i Jadwigą Eską. Zespół Pieśni i Tańca Liceum Pedagogicznego w Ostrołęce stał się wizytówką miasta, dawał koncerty, m.in. w Warszawie, Siedlcach, Żyrardowie i Mińsku – za co uzyskał szereg nagród kuratoryjnych, ministerialnych oraz pochlebne artykuły w prasie. Nagrywał też w Polskim Radiu oraz wystąpił na zjeździe młodzieży w Warszawie 22 lipca 1964 r. Jan Szyrocki, dyrygent Chóru Politechniki Szczecińskiej, ocenił, że „zespół był doskonale przygotowany, zdyscyplinowany, artystycznie miał bardzo dobre brzmienie i technikę wykonawczą oraz dużą kulturę muzyczną”. Od 1964 r. Jan Górzyński prowadził zespół wokalno-muzyczny przy Związku Nauczycielstwa Polskiego, w 1975 r. na przeglądzie zespołów nauczycielskich w Warszawie zajął I miejsce. Był współorganizatorem corocznych Dni Folkloru Kurpiowskiego.
Jan Górzyński był mężem Heleny (z d. Cywińska), mieli córkę Danutę i dwóch synów: Mirosława i Stefana. Od 1959 r. mieszkał w Ostrołęce. Spoczywa na miejscowym cmentarzu parafialnym.

## Medale i odznaczenia
- Krzyż Kawalerski Orderu Odrodzenia Polski
- Złoty Krzyż Zasługi
- Zasłużony Nauczyciel PRL
- Medal 600-lecia Ostrołęki
- pośmiertne odznaczenie „Za Zasługi dla Miasta Ostrołęki”[7][8]

Źródło: Słownik biograficzny Kurpiowszczyzny XX wieku.

## Upamiętnienie
10 listopada 2023 r. z inicjatywy absolwentów Liceum Pedagogicznego odsłonięto w Ostrołęce na budynku II LO, gdzie dawniej mieściło się Liceum Pedagogiczne, tablicę pamiątkową ku czci Jana Mieczysława Górzyńskiego. Wykonawcą tablicy jest artysta-rzeźbiarz Michał Selerowski.